# Levstikprijs

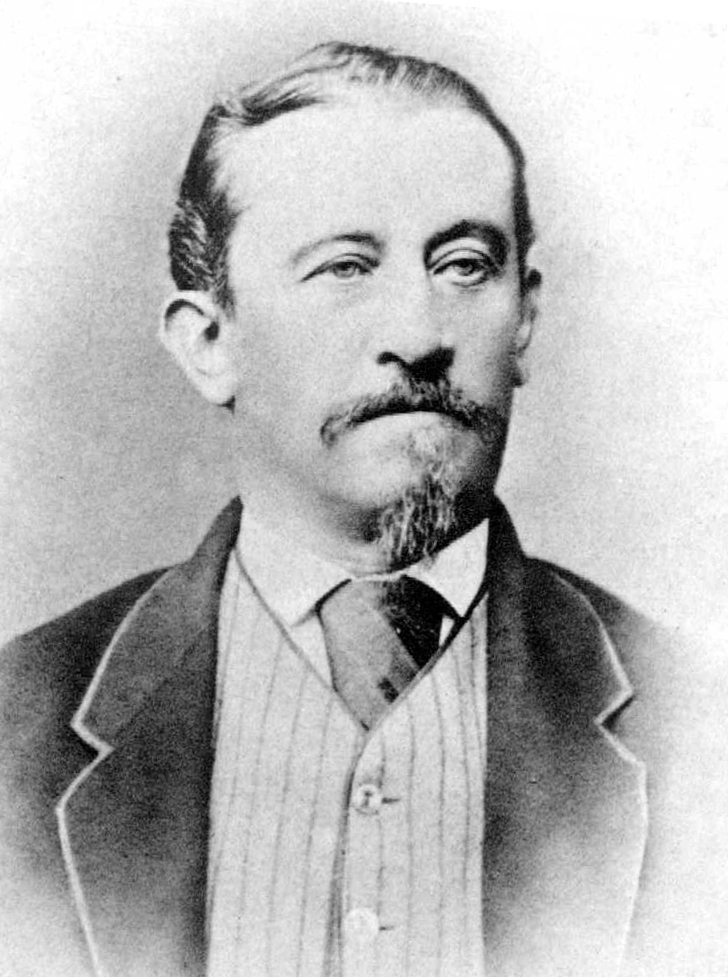
Fran Levstik, 1860

De Fran Levstikprijs (Sloveens: Levstikova nagrada) is een Sloveense literaire prijs die sinds 1949 wordt uitgereikt door de uitgeverij Mladinska knjiga aan auteurs voor hun prestaties op het gebied van kinder- en jeugdliteratuur. De prijsuitreiking vond jaarlijks plaats tot 1989, waarna het een tweejaarlijkse prijs werd. 

## Geschiedenis
De prijs werd voor het eerst uitgereikt in 1949 met als doel Sloveense schrijvers, illustrators en zelfs wetenschappers te ondersteunen in het creëren van kinder- en jeugdliteratuur. Het was de eerste literaire prijs uitgereikt door een uitgeverij na de Tweede Wereldoorlog in Slovenië. De prijs wordt telkens uitgereikt aan twee personen; aan een schrijver en aan een illustrator. Sinds de 50e verjaardag van de prijs in 1999 is er een categorie bijgekomen: de Levstikprijs voor compleet oeuvre. De prijs dankt haar naam aan de 19e-eeuwse Sloveense schrijver Fran Levstik.
Gelauwerden ontvangen een bedrag van 2000 euro (voor origineel werk of illustratie) of 4000 euro (voor een compleet oeuvre) aan prijzengeld. Daarnaast krijgen ze een tegel met hun naam voor de boekenwinkel Konzorcij in de straat Slovenska cesta in Ljubljana.

## Recente laureaten

### 2025
- Bina Štampe Žmavc en Damijan Stepančič voor compleet oeuvre
- Žiga Kosec voor het boek Na hribu je praprot
- Maja P. Kastelic voor het prentenboek Povabilo

### 2023
- Suzana Tratnik voor  Ava
- Ana Zavadlav voor haar illustraties in Italijanske pravljice 1 en Italijanske pravljice 2
- Desa Muck voor haar complete oeuvre
- Kamila Volčanšek voor haar compleet oeuvre aan illustraties

### 2021
- Blaž Lukan voor Fantek in punčka
- Ana Zavadlav voor haar illustraties in Obisk
- Andrej Rozman Roza voor zijn compleet oeuvre
- Alenka Sottler voor haar compleet oeuvre aan illustraties